# Metleucauge eldorado
Metleucauge eldorado är en spindelart som beskrevs av Levi 1980. Metleucauge eldorado ingår i släktet Metleucauge och familjen käkspindlar. Inga underarter finns listade i Catalogue of Life.